# 紫云苗族布依族自治县
紫云苗族布依族自治县是中华人民共和国贵州省安顺市下属的一个自治县。位于贵州西南部，与之接壤的县市有：东边长顺县、罗甸县，南边望谟县，西边镇宁布依族苗族自治县，北边西秀区。
面积2284平方公里，2002年人口32万。邮政编码550800，县政府驻松山街道。

## 行政区划
紫云苗族布依族自治县下辖3个街道办事处、8个镇、2个乡：
松山街道、五峰街道、云岭街道、格凸河镇、猴场镇、猫营镇、板当镇、大营镇、宗地镇、坝羊镇、火花镇、白石岩乡和四大寨乡。

## 交通
- 354国道过境。